# Линкольн (Калифорния)
Линкольн — город в округе Пласер, штат Калифорния, США. Население, согласно переписи 2010 года, составляло 42819 человек. По сравнению с 2000 годом темп прироста его населения составил 282,1 %, что делает этот город самым быстрорастущим населённым пунктом США.

## География
Площадь города составляет 52 км², из которых 0,052 км² занимают открытые водные пространства.

## История
Первое поселение белых американцев было основано на данной территории в 1859 году. Название «Линкольн» было дано в честь Чарльза Линкольна Уилсон, одного из организаторов и руководителей строительства Калифорнийской Центральной железной дороги. На момент строительства проходившего рядом участка железной дороги городок испытал кратковременный рост населения, но вскоре погрузился в упадок до начала 1870-х годов, когда рядом с ним были обнаружены богатые залежи глины. До середины 1990-х годов, тем не менее, Линкольн оставался небольшим населённым пунктом, после чего рост его населения пошёл огромными темпами. 
В 2004 году здесь было открыто казино.
В 2006 году город был награждён премией All-America City Award (с англ. — «Всеамериканский город») присуждаемой Национальной гражданской лигой, которую неофициально называют «Нобелевской премией за конструктивное гражданство» и которая выдается за активную гражданскую позицию жителей некорпоративных сообществ Соединённых Штатов в жизни местного самоуправления.

## Население
По данным переписи 2010 года, население Линкольна составляло 42819 человек, плотность населения — 2127,1 чел./км². Расовый состав жителей был следующим: белых — 34087 (79,6 %), афроамериканцев — 629 (1,5 %), индейцев — 399 (0,9 %), азиатов — 2663 (6,2 %), уроженцев Гавайев и тихоокеанских островов — 115 (0,3 %), представителей других рас — 3125 (7,3 %), представителей двух и более рас — 1801 (4,2 %), латиноамериканцев (любой расы) — 7597 человек (17,7 %). В городе насчитывалось 16479 семей, средний возраст жителя составлял 40,5 года.